# Cosecha

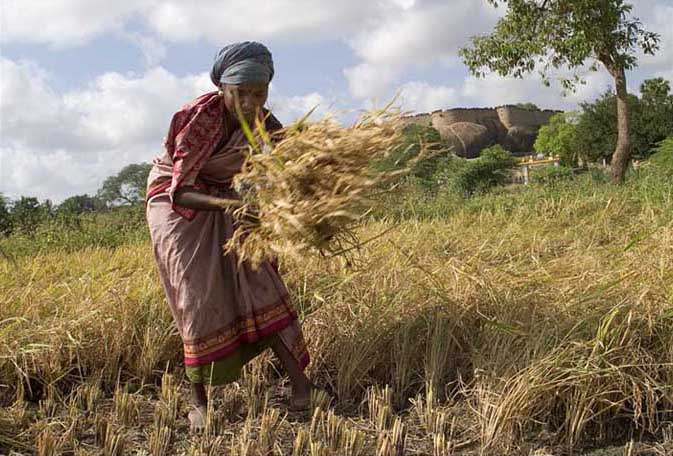
La cosecha se ha realizado a mano durante la mayor parte de la historia humana.

La cosecha es un proceso agrícola que consiste en recoger los productos vegetales comestibles, que pueden ser frutos, semillas u hortalizas de los campos, en la época del año en que están maduros. La cosecha marca el final del crecimiento de una estación o el final del ciclo de un fruto en particular. El término cosechar, en su uso general, incluye también las acciones posteriores a la recolección del fruto propiamente dicho, tales como la limpieza, clasificación y embalado de lo recolectado, hasta su almacenamiento y su envío al mercado de venta al por mayor o al consumidor.
La sincronización de plantación y cosecha es una decisión crítica, que depende del equilibrio entre las posibles condiciones atmosféricas y el grado de madurez de la cosecha. Las condiciones meteorológicas tales como heladas o períodos fríos y calientes fuera de temporada pueden afectar a la producción y calidad. Por ejemplo, una cosecha más temprana puede evitar las condiciones perjudiciales de estos períodos, pero da lugar a una producción más pobre en cantidad y calidad. Aplazarla, podría redundar en mayor cantidad y calidad, pero haría más probable la exposición a condiciones climatológicas no deseadas. En general, acertar la fecha ideal de la cosecha tiene su parte de juego de azar.
En granjas más pequeñas donde la mecanización es mínima, la cosecha es el trabajo manual más intenso durante la época de recolección. La cosecha ha sido  manual durante mucho tiempo y, en la mayoría de los casos, requerían una mano de obra abundante y estacional, lo que favoreció el desarrollo de una solidaridad necesaria en el campo para movilizar todas las manos disponibles a nivel de comunidad. A menudo, la cosecha requería varias operaciones repartidas en el tiempo: por ejemplo, en el caso de los cereales, antiguamente el trigo se cortaba y luego se ataba en gavillas que luego se apilaban para completar el secado. Mediante trillos luego se recogían en la era. Durante el siglo XX, la mecanización se desarrolló considerablemente en los países industrializados, dando lugar a máquinas cada vez más sofisticadas. Se trata de máquinas cada vez más autopropulsadas que combinan varias operaciones en una sola pasada, en detrimento del empleo agrícola que no ha dejado de disminuir desde la revolución industrial. En granjas grandes y mecanizadas es en esta época cuando se utiliza la maquinaria más pesada y sofisticada como la cosechadora. Para la recolección de futas y similares, también se utilizan equipos de recolección especializados que utilizan cintas transportadoras para realizar una cosecha delicada y para el transporte masivo, facilitando grandemente la tarea manual de elegir cada fruto a mano.

## Cosecha mecanizada

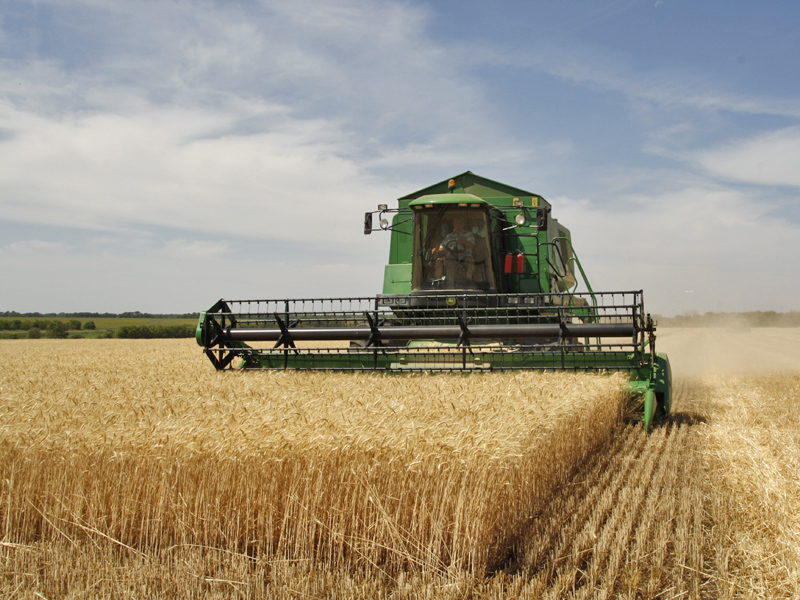
Una cosechadora recolectando cereales.

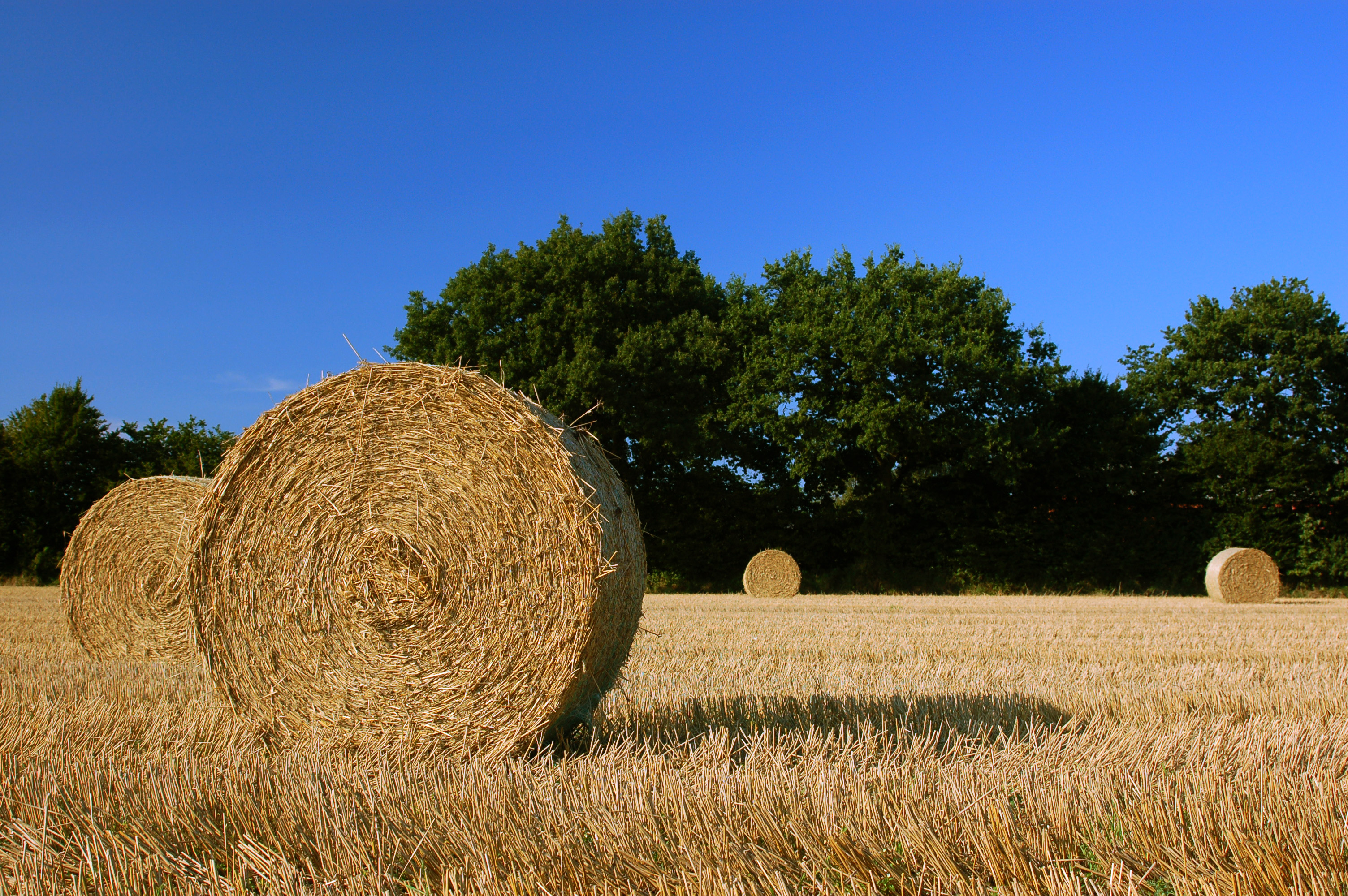
Fardo de heno en un campo de Schleswig-Holstein, Alemania.

Entre la maquinaria agrícola utilizada, la más emblemática es sin duda la cosechadora, diseñada primero para cereales de paja (trigo, cebada, centeno, avena) y cuyo uso se ha extendido a muchos cultivos: maíz, gracias al desarrollo de picos recolectores, semillas oleaginosas (colza, girasol), proteaginosas (guisantes, habas), etc. También se pueden citar la máquina recolectora y, más recientemente, la cosechadora autopropulsada de remolacha o patata, la cosechadora-picadora-cargadora para forrajes o ensilaje de maíz, etc.
A principios del siglo XXI eran corrientes, en los países de agricultura extensiva, máquinas de cabezales trigueros de 30 pies (9 m) de ancho de corte, una tolva de 8000-10 000 l de capacidad (6 a 7,5 t)  que logran cosechar algo más de 3 ha/h. Cuentan con motores diésel de alrededor de 300 CV (220 kW). Vienen equipadas con sensores que informan sobre el rendimiento instantáneo del cultivo y la humedad del grano, así como del funcionamiento de los diferentes mecanismos. Un GPS asiste y ayuda al conductor en la dirección de la máquina. La cosecha, que antaño requería un sinnúmero de hombres para la siega y la trilla, se puede efectuar con estas máquinas con sólo dos operarios: el conductor de la cosechadora y el tractorista que con vagones tolva o carros recibe a granel los granos y los transporta a los depósitos.
No todos los cultivos se mecanizan siempre con facilidad, especialmente cuando la madurez de los productos está demasiado escalonada en el tiempo y es necesario pasar varias veces, o cuando los productos son demasiado frágiles. Este es particularmente el caso de ciertas frutas como las manzanas. Sin embargo, se están desarrollando robots para reemplazar a los humanos. A veces, las disposiciones reglamentarias se oponen a la mecanización: por ejemplo, algunas Denominaciones de origen contienen normas que prohíben la recolección mecánica.

## Mantenimiento de la velocidad de trilla
Una tecnología que se utiliza a veces en cosechadoras es una transmisión continuamente variable. Esto permite variar la velocidad de avance de la máquina mientras se mantiene una velocidad constante del motor y de la trilla. Es deseable mantener constante la velocidad de trilla, ya que la máquina normalmente se habrá ajustado para funcionar mejor a una determinada velocidad.
Las cosechadoras autopropulsadas comenzaron con transmisiones manuales estándar que proporcionaban una velocidad basada en las rpm de entrada. Se observaron deficiencias y, a principios de la década de 1950, las cosechadoras se equiparon con lo que John Deere llamó "transmisión de velocidad variable". Se trataba simplemente de una polea de ancho variable controlada por resortes y presiones hidráulicas. Esta polea estaba unida al eje de entrada de la transmisión. En este sistema de propulsión todavía se utilizaba una transmisión manual estándar de 4 velocidades. El operador seleccionaría una marcha, normalmente la tercera. Se proporcionó un control adicional al operador para permitirle acelerar y desacelerar la máquina dentro de los límites proporcionados por el sistema de transmisión de velocidad variable. Al disminuir el ancho de la polea en el eje de entrada de la transmisión, la correa se desplazaría más alto en la ranura. Esto redujo la velocidad de rotación en el eje de entrada de la transmisión, reduciendo así la velocidad de avance de esa marcha.
Más tarde, a medida que la tecnología hidráulica mejoró, la empresa canadiense de maquianria agrícola Versatile Mfg  introdujo las transmisiones hidrostáticas para su uso en hileradoras, pero más tarde esta tecnología también se aplicó a las cosechadoras. Esta transmisión retuvo la transmisión manual de 4 velocidades como antes, pero esta vez utilizó un sistema de bombas hidráulicas y motores para impulsar el eje de entrada de la transmisión. Este sistema se llama sistema de transmisión hidrostática. El motor hace girar la bomba hidráulica capaz de presiones de hasta 4000 psi (30 MPa). Esta presión luego se dirige al motor hidráulico que está conectado al eje de entrada de la transmisión. El operador cuenta con una palanca en la cabina que permite controlar la capacidad del motor hidráulico para utilizar la energía proporcionada por la bomba. Al ajustar la placa oscilante en el motor, se cambia la carrera de sus pistones. Si el plato oscilante está en punto muerto, los pistones no se mueven en sus orificios y no se permite la rotación, por lo que la máquina no se mueve. Al mover la palanca, la placa oscilante mueve sus pistones adjuntos hacia adelante, lo que les permite moverse dentro del orificio y hacer que el motor gire. Esto proporciona un control de velocidad infinitamente variable desde velocidades de avance cero hasta la velocidad máxima permitida por la selección de marchas de la transmisión. El embrague estándar se eliminó de este sistema de transmisión porque ya no era necesario.
La mayoría, si no todas, las cosechadoras modernas están equipadas con accionamientos hidrostáticos. Se trata de versiones más grandes del mismo sistema que se utilizan en las cortadoras de césped comerciales y de consumo con las que mucha gente está familiarizada en la actualidad. De hecho, fue la reducción del sistema de transmisión de la cosechadora lo que colocó estos sistemas de transmisión en las segadoras y otras máquinas.

## Impacto ambiental de la cosecha
Dependiendo de la condición de los suelos, su vulnerabilidad y el clima, los impactos de la cosecha varían mucho.
La maquinaria agrícola pesada puede ser una fuente de compactación del suelo, un factor de degradación de la productividad de los cultivos posteriores.
También pueden ser una fuente de mortalidad y perturbación para ciertas especies que anidan en los campos o se encuentran en los prados en el momento de la siega, pudiendo entonces el área explotada jugar un papel de trampa ecológica al atraer muchas especies. Por el contrario, los residuos de cultivos (granos de pasto) pueden alimentar a algunas especies después de la cosecha.
En el caso de cultivos aún en crecimiento, también se observa un cambio de microclima, debido a un colapso brusco de la humedad tras la supresión o reducción repentina de la evapotranspiración) y la desaparición de la sombra protectora. Para el suelo que está expuesto a la deshidratación y la UV si también se recolecta el rastrojo. Este nuevo microclima es desfavorable para muchas especies.

### Residuos de cultivos agronómicos
La paja, el heno, las raíces y otros residuos de cultivos se han utilizado en el pasado para diversos fines, pero también pueden permanecer en su lugar y, especialmente para los residuos de plantas de leguminosas, contribuir, si se gestionan bien y se integran bien en la rotación, a aumentar la fertilidad del suelo y protegerlo de la erosión.

## Daños a cultivos y malas cosechas

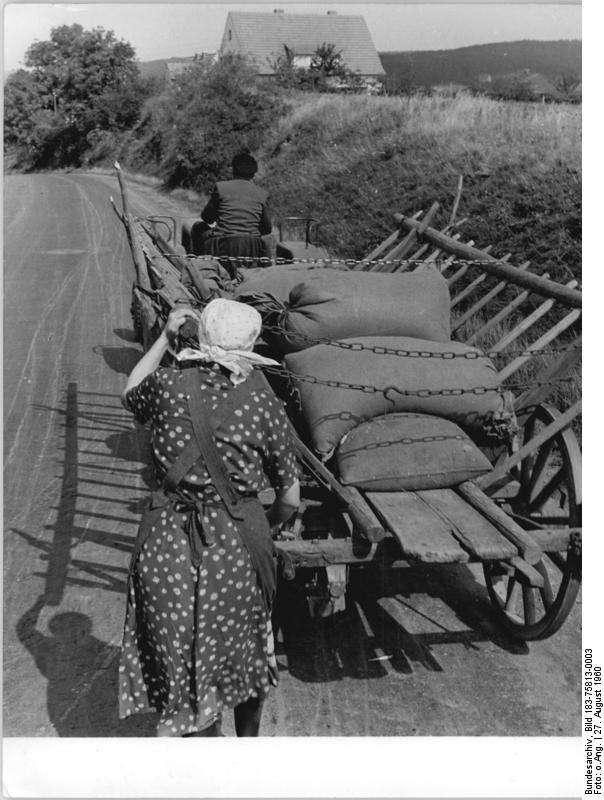
A finales de agosto de 1960 había un retraso en la cosecha en Hofgeismar, Alemania. Debido al mal tiempo, solo se había cosechado el 20% del grano, la mitad del resto estaba inutilizable.

Se entiende por daño de cosecha todo daño a cultivos y cereales, principalmente causado por influencias naturales, que afectan negativamente la calidad o cantidad del rendimiento del cultivo antes de la cosecha. El daño a las cosechas conduce a malas cosechas a mayor escala. A menudo ocurren como resultado de eventos climáticos extremos como sequías prolongadas, tormentas, infestación excesiva de plagas o enfermedades (como plagas de insectos, enfermedades de las plantas) o desastres naturales. Pueden surgir de escarabajos de Colorado, podredumbre de la papa, óxido negro del grano, tormentas de granizo, daños por tormentas, erosión del suelo , protección del suelo y otras causas.
Como la pérdida de cosechas se define como una cosecha con un rendimiento muy pobre. Como resultado, a menudo hay problemas de suministro en el país en cuestión. En siglos anteriores, las malas cosechas a menudo provocaron hambrunas entre la población. La dieta de la gente consistía en productos agrícolas que no se podían conservar. Incluso los animales de granja, como las vacas y los cerdos, fueron alimentados con estos productos y, por lo tanto, se vieron afectados por la pérdida de cosechas. Las malas cosechas y las hambrunas posteriores a menudo llevaron a oleadas de emigración a otros países o continentes en el pasado, por ejemplo, a mediados de la década de 1840 después de la Gran Hambruna en Irlanda debido a la pudrición de la papa. Los factores climáticos son temperaturas extremas, olas de frío y olas de calor. Un año sin verano fue el año 1816 como consecuencia de la erupción del volcán Tambora en la isla de Sumbawa en lo que hoy es Indonesia. Un invierno volcánico seguido, como la American investigador del clima William Jackson Humphreys descubrió en 1920. Además de aproximadamente 150 km³ de polvo y cenizas, la erupción también liberó compuestos de azufre, se estima que un equivalente de dióxido de azufre de 130  megatoneladas, [3] fue lanzado a la atmósfera. Ese material cubrió todo el globo como un velo en altas capas de aire. El clima global continuó enfriándose hasta 1819.
La invención del fertilizante artificial (el proceso Haber-Bosch para la producción industrial de amoníaco a partir de los gases elementos nitrógeno e hidrógeno fue patentado en 1910), los avances en la ciencia del suelo y la mecanización del arado ( tractores de las décadas de 1920/30) contribuyeron significativamente para esto Evite las malas cosechas debido a suelos agotados o sobreutilizados.

## Poscosecha
Los objetivos más importantes del manejo poscosecha son mantener el producto fresco, evitar la pérdida de humedad y ralentizar los cambios químicos indeseables, y evitar daños físicos, como magulladuras, para retrasar el deterioro. El saneamiento también es un factor importante para reducir la posibilidad de que los productos frescos puedan transportar patógenos, por ejemplo, como residuo de agua de lavado contaminada.
Las estimaciones de las pérdidas poscosecha de cereales alimentarios en el mundo en desarrollo por mal manejo, deterioro e infestación de plagas se calculan en un 25 por ciento; esto significa que una cuarta parte de lo que se produce nunca llega al consumidor para el que se cultivó, y el esfuerzo y el dinero necesarios para producirlo se pierden para siempre. Las frutas, hortalizas y tubérculos son mucho menos resistentes y, en su mayoría, perecederos rápidamente, y si no se tiene cuidado en su recolección, manipulación y transporte, pronto se descompondrán y no serán aptos para el consumo humano. Las estimaciones de las pérdidas de producción en los países en desarrollo son difíciles de juzgar, pero algunas autoridades estiman que las pérdidas de batatas, plátanos, tomates, plátanos y cítricos a veces llegan al 50 por ciento, o la mitad de lo que se cultiva. La reducción de este desperdicio, especialmente si se puede evitar económicamente, sería de gran importancia para los productores y los consumidores por igual.
Después del campo, el procesamiento posterior a la cosecha generalmente se continúa en una planta de empaque. Puede ser un cobertizo simple, que proporcione sombra y agua corriente, o una instalación mecanizada sofisticada a gran escala, con cintas transportadoras, estaciones de clasificación y empaque automatizadas, cámaras frigoríficas y similares. En la cosecha mecanizada, el procesamiento también puede comenzar como parte del proceso de cosecha real, con la limpieza y clasificación iniciales realizadas por la maquinaria de cosecha.
Las condiciones iniciales de almacenamiento poscosecha son fundamentales para mantener la calidad. Cada cultivo tiene un rango óptimo de temperatura y humedad de almacenamiento. Además, ciertos cultivos no pueden almacenarse juntos de manera efectiva, ya que pueden producirse interacciones químicas no deseadas. Se emplean varios métodos de enfriamiento de alta velocidad y entornos sofisticados refrigerados y de atmósfera controlada para prolongar la frescura, particularmente en operaciones a gran escala.